# Laagpakket van Berg

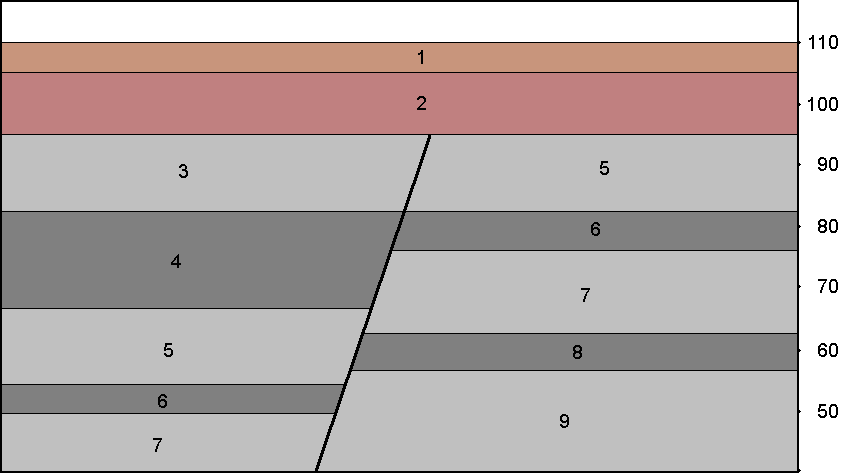
De Geullebreuk in de bodem van het Bunderbos met verschillende laagpakketten:
1. löss (Laagpakket van Schimmert)
2. Maasgrind (Formatie van Beegden)
3. Laagpakket van Kakert
4. Laagpakket van Boom
5. Laagpakket van Waterval
6. Laagpakket van Kleine-Spouwen
7. Laagpakket van Berg
8. Laagpakket van Goudsberg
9. Laagpakket van Klimmen

Het Laagpakket van Berg, ook bekend als de Afzettingen van Berg of het Zand van Berg, is een afzetting uit de Formatie van Rupel in de Midden-Noordzee Groep. Het laagpakket werd transgressief marien afgezet in een zee in het Oligoceen (Rupelien).
Het laagpakket is vernoemd naar Berg bij Tongeren.

## Geschiedenis
Tijdens het Rupelien bevond zich hier een zee met stijgende zeespiegel waarin een pakket zand werd afgezet.

## Gebied
Het Laagpakket van Berg is afgezet in grote delen van Nederland, behalve gebieden in het oosten van het land, een deel van Zeeuws-Vlaanderen en de zuidelijke helft van Zuid-Limburg, in België en in Duitsland. In het Bunderbos is het laagpakket op verschillende dieptes aanwezig als gevolg van de Geullebreuk (breuk met verzet), waardoor het laagpakket ten zuiden van de breuk op ongeveer 35 meter diep onder het oppervlak ligt en ten noorden van de breuk ongeveer 60 meter diep.
Als gevolg van een te geringe dikte of te diepe ligging is het zand niet geschikt voor delfstofwinning.

## Afzettingen
Het Laagpakket van Berg bestaat uit vuursteen- en glauconiethoudend fijn zand.